# 北磁極

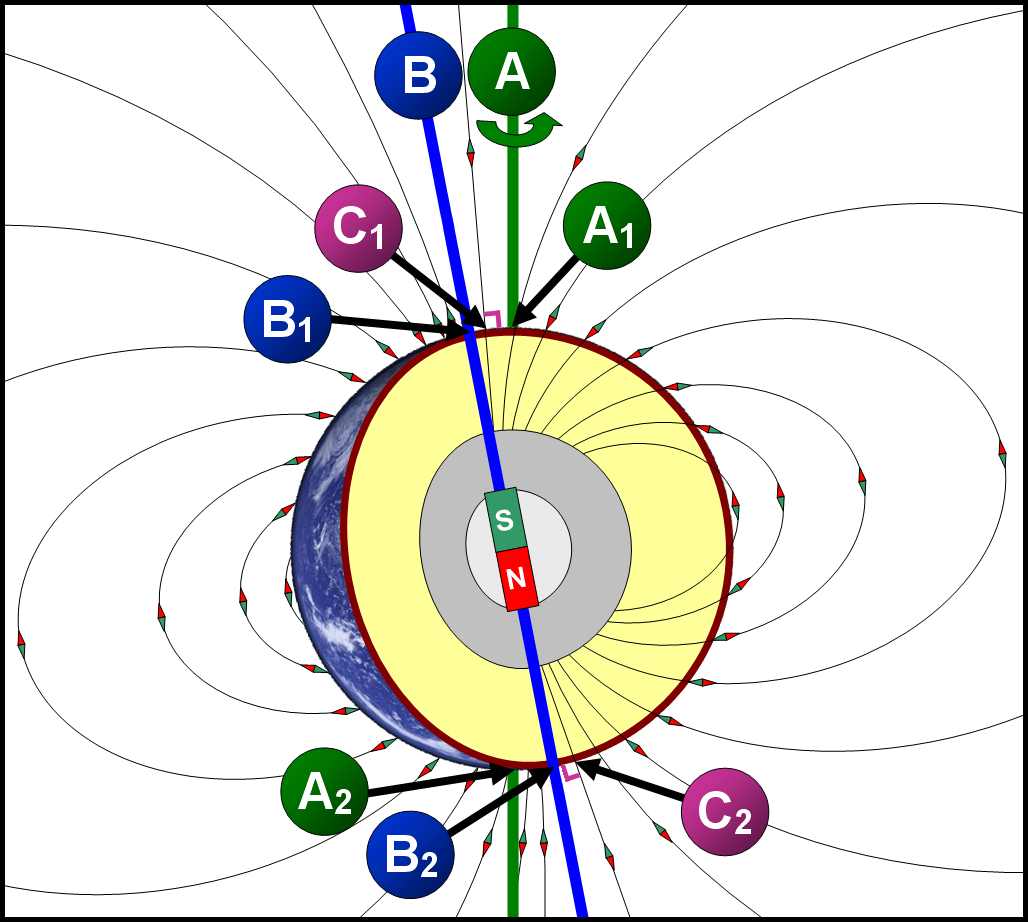
C1が北磁極、C2が南磁極。Aは地軸でA1が北極、A2が南極。Bは地磁気の軸で、B1が地磁気北極、B2が地磁気南極。

北磁極（ほくじきょく、英: North Magnetic Pole）とは、天体の北半球の地表面で、磁力線の方向が鉛直になっている地点である。磁北極（じほっきょく）ともいう。以下、特に断らない限り、地球の北磁極について述べる。

## 概要
2001年に行われたカナダ地質調査部の測量によると、北磁極はカナダ北方のエルズミーア島付近、北緯81度18分 西経110度48分 / 北緯81.3度 西経110.8度にある。2005年時点では北緯82度42分 西経114度24分 / 北緯82.7度 西経114.4度と見積もられている。南半球には北磁極と対となる南磁極がある。地球の磁場は正確に南北対称ではないため、北磁極と南磁極は対蹠地ではない（磁極同士を直線でつないでも、その直線は地球の中心を通らない）。地磁気による磁力線は一般には水平成分を持つが、磁極においては磁力線が鉛直に落ちて（dip）いることから、英語では磁極をMagnetic Dip Polesとも呼ぶ。北磁極は時とともにじわじわと移動する。この項では、地磁気北極についても述べる。

## 歴史

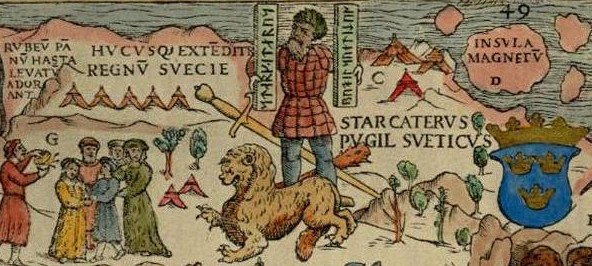
オラウス・マグヌス（Olaus Magnus）によるカルタ・マリナ（1539年）の一部。現在のムルマンスク沖に「Insula Magnetu[m]」（ラテン語で「磁石の島」の意味）と信じられてきた磁極の位置が描かれている。ルーン文字の書かれた準尺を手にする男は、スカンディナヴィア人の英雄スタールカーズ。

昔のヨーロッパの船乗りは、コンパスの針はどこか北の遥か彼方にあるmagnetic mountain（磁力の山）またはmagnetic island（磁力の島）を指すと信じていた。イギリスのウィリアム・ギルバートは、1600年に出した著書で、地球は巨大な磁石であるという考えを世界で初めて示した。また、彼は北磁極を「磁力線の方向が鉛直になっている地点」と定義した最初の人物である。この定義は、地球の磁場の性質が正しく理解されるよりも数百年前のものだが、現在使われている定義である。
1831年6月1日、北磁極を目指す最初の探検はジェイムズ・クラーク・ロス率いる探検隊によるもので、彼らは、ブーシア半島 のアデレード岬を北磁極とした。1903年、ロアール・アムンセンは少し違うところを北磁極とした。その後は、カナダ地質調査部が2001年までに6回北磁極の位置を測量している。
2007年5月2日、BBCのテレビ番組「Top Gear」の特番「Top Gear Polar Special」（北極スペシャル。7月25日放送）の企画で、番組の司会者であるジェレミー・クラークソンとジェームズ・メイが史上初めて市販車（トヨタ・ハイラックス改造車）による北磁極への到達に成功した。

## 北磁極の移動

桃色の丸は1831年から2001年までの北磁極の実際の移動。青色の丸は1600年から2000年までの移動を模している。

カナダ地質調査部によると、北磁極は継続的に北西へ動いている。1996年の調査で、磁気計とセオドライトを用いて測定された位置は北緯78度35.7分 西経104度11.9分 / 北緯78.5950度 西経104.1983度。2005年時点、北磁極はカナダのエルズミーア島の西方、北緯82度42分 西経114度24分 / 北緯82.7度 西経114.4度にあると予想されている。北磁極は20世紀中に 1100 km移動した。その動きは加速しており、1970年には年間 9 kmだったのに対し、2001年から2003年までの平均速度は年間 41 kmであった（en:Polar driftも参照）。現在の速度と方向で変わらず移動すれば50年後に北磁極はシベリアに到達する。しかし、移動は遅くなり方向も変わることが予測されている。
この大きな動きに加え、北磁極が不格好な楕円を描くという日周的な変化もある。本来の位置から最大で80 kmずれる。これは、太陽からの荷電粒子等、外部磁場によって地球の磁場がゆがむためである。
| 北磁極 | (2001) 北緯81度18分 西経110度48分 / 北緯81.3度 西経110.8度  | (2004 est) 北緯82度18分 西経113度24分 / 北緯82.3度 西経113.4度 | (2005 est) 北緯82度42分 西経114度24分 / 北緯82.7度 西経114.4度 |
| 南磁極 | (1998) 南緯64度36分 東経138度30分 / 南緯64.6度 東経138.5度. | (2004 est) 南緯63度30分 東経138度00分 / 南緯63.5度 東経138.0度 |                                                                |

2019年2月、米海洋大気局（NOAA）国立環境情報センター（National Centers for Environmental Information）によると、世界磁気モデルは通常5年ごとに更新されるが「北極地方における予期せぬ変化のため」1年前倒しで更新された。研究者らによると、北磁極は長らくカナダを小刻みに動き、ほとんど移動しなかったが、今では1年に 55 km移動しているという。地球の磁場は、主として地下3000 km にある地球の外核を構成する液体の鉄の運動によって発生する。この運動は地磁気逆転を引き起こすが、近年、北磁極の移動が加速している原因は不明である。NOAAと英地質調査所（British Geological Survey、BGS）は2019年末の予定を前倒しして、世界磁気モデルの更新に踏み切った。

## 磁北と偏角

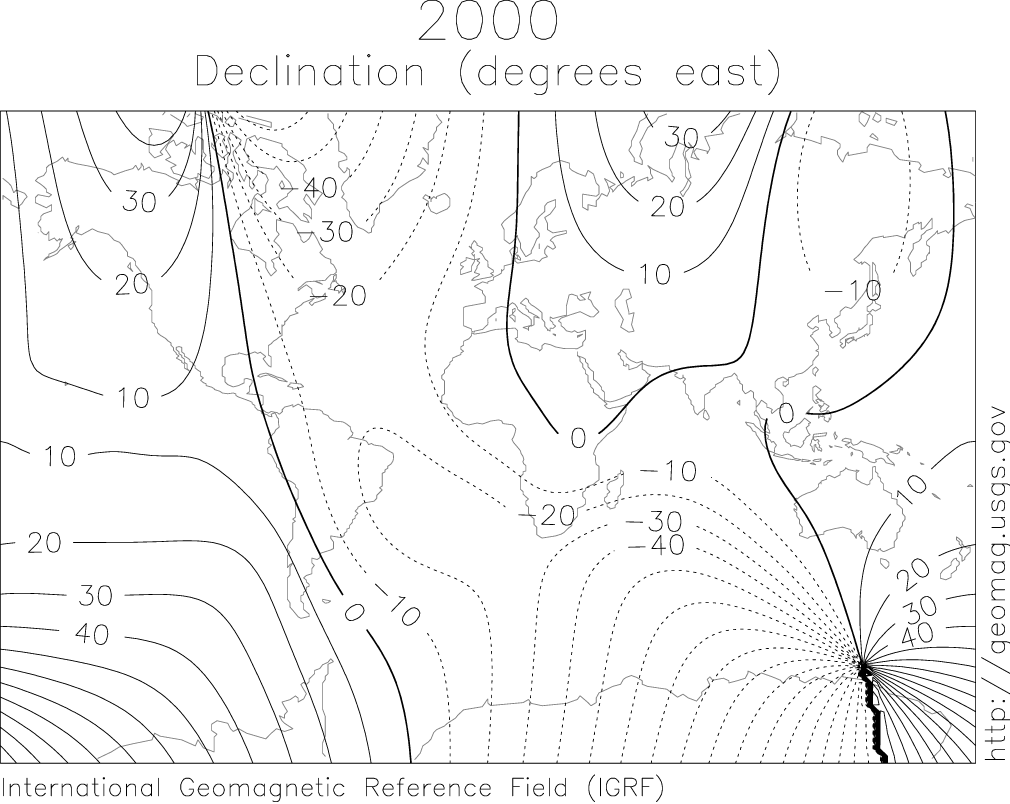
2000年の時点で偏角が東に何度傾いているかを表した地図

コンパス(方位磁針)の針が指す方向を磁北と言う。厳密に言うならば、磁北は北磁極（など、どこか特定の一点）がある方向ではなく、時間と場所によって変化する磁場にしたがってコンパスが指す方向である。磁北と真北の角度の違いは偏角と呼ばれる。 ほぼすべての地図の座標は真北に基づいて作られている。そのため、殆どの地図は凡例に偏角を載せ、コンパスの示した北（つまり磁北）が分かれば真北の方向も分かるようにしている。オリエンテーリングにおいては、コンパスと地図だけが頼りであるため、偏角はとても重要である。偏角は日本を含む多くの国々で測られている。

## 地磁気北極
地球の磁場は、地球の中心にあり、自転軸に対して約 10.2 度（2006年）傾いた磁気双極子 (棒磁石)で近似できる。そして、その理論上の双極子が地球の表面と交差する点が地磁気極である。日本では磁軸極ともいう。地磁気北極と地磁気南極は対蹠地同士である。2005年の時点では、地磁気北極はおおよそ 北緯79度44分 西経71度47分 / 北緯79.74度 西経71.78度具体的にはグリーンランドの北西に位置している。もしも地球の磁場が完全な双極子磁場だったら（磁力線は地磁気極で垂直になるため）、磁極と地磁気極が一致する。しかし実際は、かなり不完全な双極子磁場なので、磁極と地磁気極は離れている。地磁気北極はオーロラが見られる地域（オーロラオーバル または オーロラベルト）の中心である。磁極と同様に地磁気極も、北米の辺りからシベリアの方へと移動している。